# Књижевност (часопис)
Књижевност је часопис за књижевност.

## Историјат
Први број часописа Књижевност објављен је јануара 1946. године под називом Наша књижевност. Главни уредник је био Чедомир Миндеровић, а остали чланови редакције били су реномирани критичари и писци: Милан Богдановић, Велибор Глигорић, Божидар Ковачевић и Десанка Максимовић. У првом броју прилоге су објавили Иво Андрић, Исидора Секулић, Јован Поповић, Оскар Давичо и други значајни писци тог доба.

### Период од 1946-1969
У првим годинама излажења часопис је објављивао актуелности из светске литературе, али се бавио и темама из области позоришне, филмске, музичке и ликовне уметности. У поезији и прози, тих година, преовлађивале су углавном ратне теме и теме из послератне изградње земље, а часопис се угледао на совјетске књижевне часописе, уважавајући политичке концепције у књижевности и уметности које је наметала Комунистичка партија. Следеће године часопис је променио име и редакцију. Главни уредник Књижевности под новим именом постао је Ели Финци, који је најпре са Танасијем Младеновићем и Душаном Костићем, а потом и сам, па од 1955. године са Душаном Матићем и Јованом Христићем, као секретаром редакције, водио часопис до 1969. године.
Крајем 1949. после Резолуције Информбироа и напуштања совјетских узора, долази до промена и у Књижевности; на књижевној сцени распламсава се полемика између реалиста и модерниста, која је вођена од 1952. до 1954. године. У овом периоду, Књижевност је отворена према писцима тада најмлађе генерације: Ивана В. Лалића, Божидара Тимотијевића, Александра Ристовића, Миодрага Булатовића, Светлани Велмар-Јанковић и другима.
Објављују се текстови о филму као "седмој уметности", есеји, дневници, прате се књиге из историје, психологије, социологије.

### Период од 1969 до данас
Почетком 1969. године часопис преузима Зоран Мишић и редакција са Иваном Властићем и Светланом Велмар-Јанковић као уредницима. То време обележено политичким кризама и студентским немирима, манифестује се и кроз књижевне часописе. Објављивана је поезија Милована Данојлића, Коље Мићевића, Ивана В. Лалића и других.
Поред афирмисаних прозних писаца из педесетих и шездесетих година (Воја Чолановић, Павле Угринов, Александар Тишма), своје прилоге објављују Борислав Пекић, Данило Киш, Мирко Ковач, Бранимир Шћепановић, а потом и Видосав Стевановић, Мирослав Јосић Вишњић, Милисав Савић, Марко Недић...
Због политичких импликација, 1975. године и објављивања романа у наставцима „ТБЦ први зглоб“, и алузија на тада неприкосновену личност у Југославији, Јосипа Броза Тита, као и студентских списа, формирана је комисија која је проучила рукопис и установила да је дошло до „пропуста“ од сстране уредника, па је редакција поднела оставку. До доласка нове редакције, Милорад Павић је одбио понуђено место, па је до избора Вука Крњевића, посао уредника обављао Момчило Миланков.
Доласком Вука Крњевћа на чело „Књижевности“, покреће се додатак часопису као српско издање Lettre internationale ( Париз, Берлин, Софија, Букурешт, Праг, Загреб), који је саставни део часописа. У периоду који је следио велики простор се посвећивао и проблемима зла у књижевности и филозофији, односу културе и политике и тумачењу постмодерне. Објављивани су нови текстове истакнутих аутора као што су: Миодраг Павловић, Милорад Павић, Ерих Кош, Матија Бећковић, Павле Угринов, Живојин Павловић, Љубомир Симовић.
После 2004. долази до првих већих проблема у Издавачком предузећу Просвета, како економских, тако и у руковођењу издавачком кућом, па и у уређивању часописа „Књижевност“. Иако излази нередовно, јер је током низа година престао да буде месечни часопис, да би преживео, ипак је успео да се избори да излази бар једном годишње.

## Главни уредници
- Чедомир Миндеровић, од јануара 1946. до новембра 1948;
- Ели Финци, од новембра 1948. до до децембра 1968;
- Зоран Мишић, од јануара 1969. до децембра 1976;
- Вук Крњевић, од јануара 1977. до децембра 2004;
- Милован Марчетић, од јануара до јула 2005;
- Милан Ђорђевић, од јула 2005. до августа 2006;
- Богдан А. Поповић, од августа 2006. до септембра 2010.
- Јован Јањић од јануара 2011.
- Даље часопис уређују уредници по позиву.